# Magnus Tagmus
Magnus Tagmus er en figur fra de to tv-julekalendere Kender du Decembervej? (1967) og Besøg på Decembervej (1968). Han dukker også op i arkivklip i Hos Ingrid og Lillebror i kalenderudsendelserne i 1971 samt i 1979 i ni nye episoder i Legestue, denne gang uden relation til jul.
Magnus Tagmus er en dukke, der i 1967-udgaven egentlig var en bifigur, men blev så populær, at den det følgende år havde en mere central rolle. Magnus kører rundt i en tagrende i et tog, der stopper op ved forskellige værelser, hvor man så oplever, hvad der sker derinde. Blandt Magnus' karakteristiske træk er en høj pibestemme, en lettere hysterisk latter samt leg med sproget ("togrende", "mus'ikal"). Bob Goldenbaum og Thorkild Demuth skabte figuren og dialogen, og Inge Ketti lagde stemme til Magnus.